# Gyakori légivadász
A gyakori légivadász (Coenagrion pulchellum) a rovarok (Insecta) osztályának szitakötők (Odonata) rendjébe, ezen belül az egyenlő szárnyú szitakötők (Zygoptera) alrendjébe és a légivadászok (Coenagrionidae) családjába tartozó faj.

## Előfordulása
A gyakori légivadász elterjedési területe egész Európa, keleten Szibériáig. A sarkkörtől északra és a legtávolabbi déli területeken hiányzik. A hegységekben 1000 méter magasságig találjuk meg. Rendszeresen előfordul és gyakori.

## Megjelenése
A gyakori légivadász 3,5 centiméter hosszú, szárnyfesztávolsága 5 centiméter. A hím második testszelvényén repülő denevérre emlékeztető rajzolatot látunk.

## Életmódja
A gyakori légivadász élőhelye kisebb tavak és tavacskák, különösen azok a vizek, amelyekben tündérrózsák (Nymphaeales) nőnek, és partjukat nád szegélyezi.

## Szaporodása
A gyakori légivadász ugyanazokat a vizeket lakja, mint a sokkal gyakoribb szép légivadász (Coenagrion puella). Ennek ellenére csak kivételesen kerül sor a fajok közötti kereszteződésre, mivel a hímek potrohfüggelékei, melyek a nőstény megragadására szolgálnak, fajtipikusan eltérőek, ezért a nem megfelelő partnerrel való párosodás csak ritkán következik be. A nőstény a hímmel párba kapcsolódva rakja le petéit a vízinövényekre. A fejlődés időtartama 1 év.